# Liudas Mažylis
Liudas Mazylis, né le 19 mai 1954 à Kaunas (République socialiste soviétique de Lituanie), est un homme politique lituanien membre de l'Union de la patrie - Chrétiens-démocrates lituaniens.